# 피터 그레이브스
피터 그레이브스(Peter Graves, 1926년 3월 18일 ~ 2010년 3월 14일)는 미국의 배우이다.

## 영화
- 외야의 천사들 (1951년 영화)
- 제17 포로수용소
- 사냥꾼의 밤
- 홀드 백 더 나이트
- 에어플레인 (영화)
- 에어플레인 2
- 아담스 패밀리 2 (1993년 영화)
- 헌티드 힐 (1999년 영화)
- 맨 인 블랙 2
- 루니 툰: 백 인 액션

## 텔레비전
- 연방수사국
- 미션 임파서블
- 제시카의 추리극장
- 돌아온 제5전선
- 더 골든 걸스
- 제7의 천국 (드라마)
- 하우스 (드라마)
- 콜드 케이스
- 아메리칸 대드!